# Henri-Joseph Rutxhiel

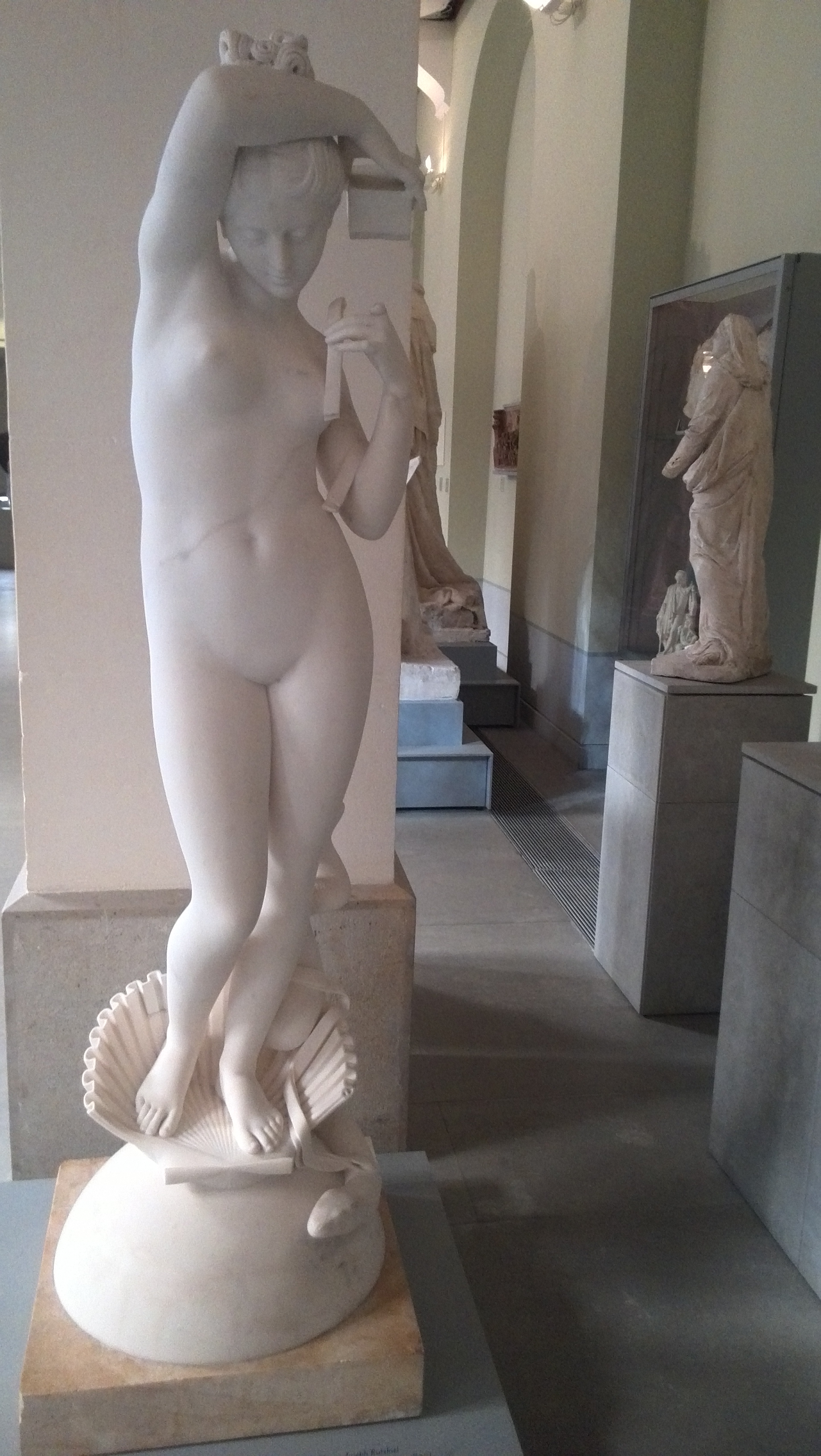
Pandora, marmo di Henri-Joseph Rutxhiel (1819), fotografia al Musée Granet di Aix-en-Provence. Conservato presso il Museo del Louvre.

Henri-Joseph Rutxhiel (Lierneux, 1775 – Parigi, 1837) è stato uno scultore belga.

## Biografia
Iniziò a fare il pastore e poi si dedicò alla scultura. Nel 1800 divenne allievo di Jean-Antoine Houdon, poi dello scultore Philippe-Laurent Roland e del pittore Jacques-Louis David. Ottenne nel 1809 il Prix de Rome per la scultura con il rilievo Daedalo che attacca le ali a suo figlio Icaro e poi parte di Villa Medici.

## Opere
- Zefiro e Psiche Zefiro e Psiche (1814), gruppo marmoreo, Parigi, museo del Louvre
- Le Roi de Rome (1811), busto marmoreo, castello di Chimay
- Portrait d'Elfriede Clarke de Feltre, busto marmoreo, Nantes, Musée des beaux-arts de Nantes
- Buste d'André Grétry, scultura di Erma, marmo, 59 × 31 × 23,5, Liegi, La Boverie, classificata come Liste des biens classés de la Communauté française.
- Pandora, scultura in marmo, Musée Granet, Aix-en-Provence (vedi immagine)

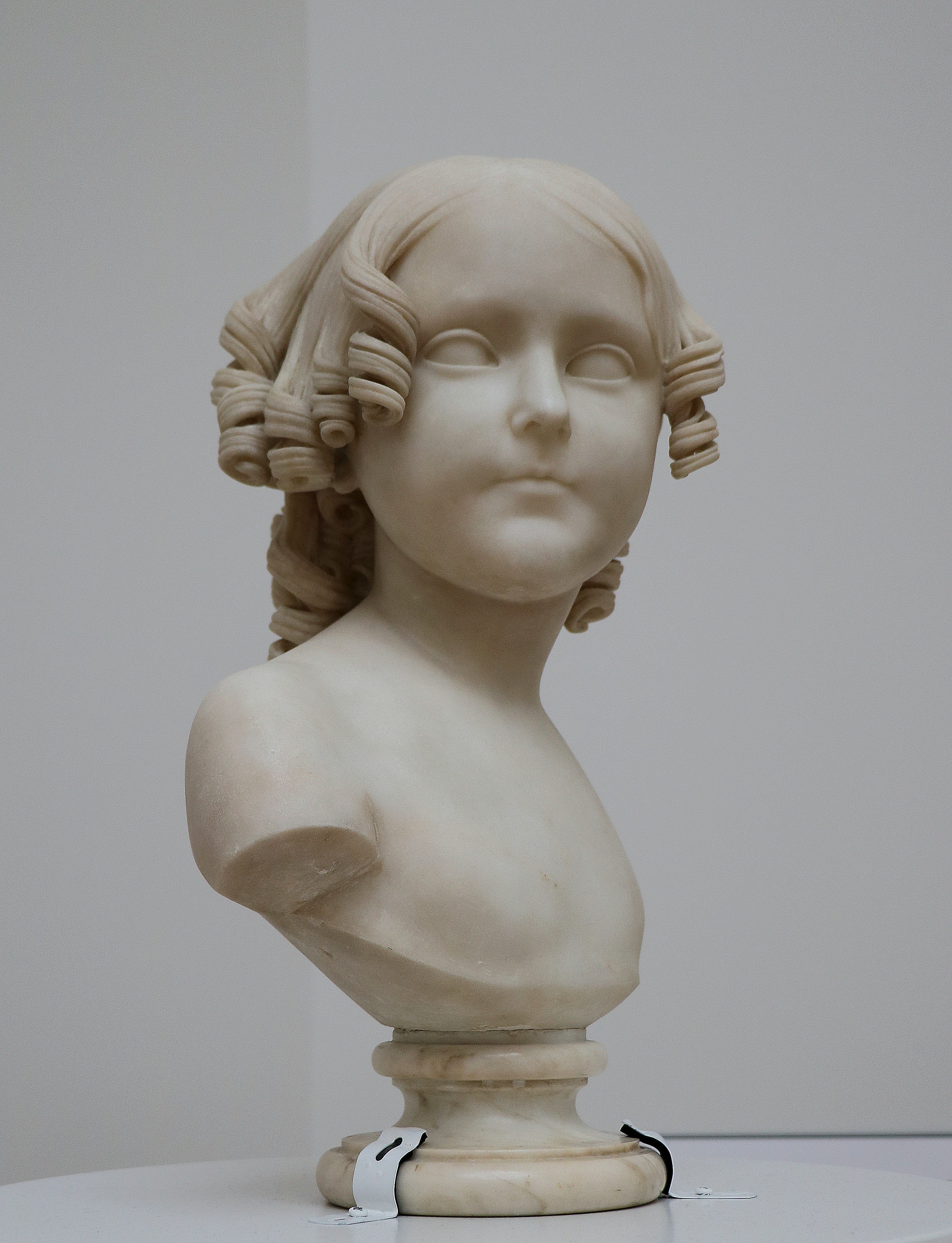
Portrait d’Elfride Clarke de Feltre (vers 1813) de Henri-Joseph Ruxthiel, Musée d'arts de Nantes.